# Batracomorphus hamadryas
Batracomorphus hamadryas är en insektsart som beskrevs av George Willis Kirkaldy 1907. Batracomorphus hamadryas ingår i släktet Batracomorphus och familjen dvärgstritar. Inga underarter finns listade i Catalogue of Life.